# Ист Прери (Мисури)
Ист Прери (енгл. East Prairie) град је у америчкој савезној држави Мисури.

## Демографија
По попису из 2010. године број становника је 3.176, што је 51 (-1,6%) становника мање него 2000. године.
| Група             | 2000.         | 2010.         |
| Белци             | 3.078 (95,4%) | 3.013 (94,9%) |
| Афроамериканци    | 73 (2,3%)     | 74 (2,3%)     |
| Азијати           | 2 (0,1%)      | 2 (0,1%)      |
| Хиспаноамериканци | 25 (0,8%)     | 45 (1,4%)     |
| Укупно            | 3.227         | 3.176         |